# Jean Vivant
Jean Vivant est évêque titulaire de Paros et évêque suffragant de Strasbourg, né à Paris le 15 février 1660, et mort à Strasbourg le 16 février 1739.

## Biographie

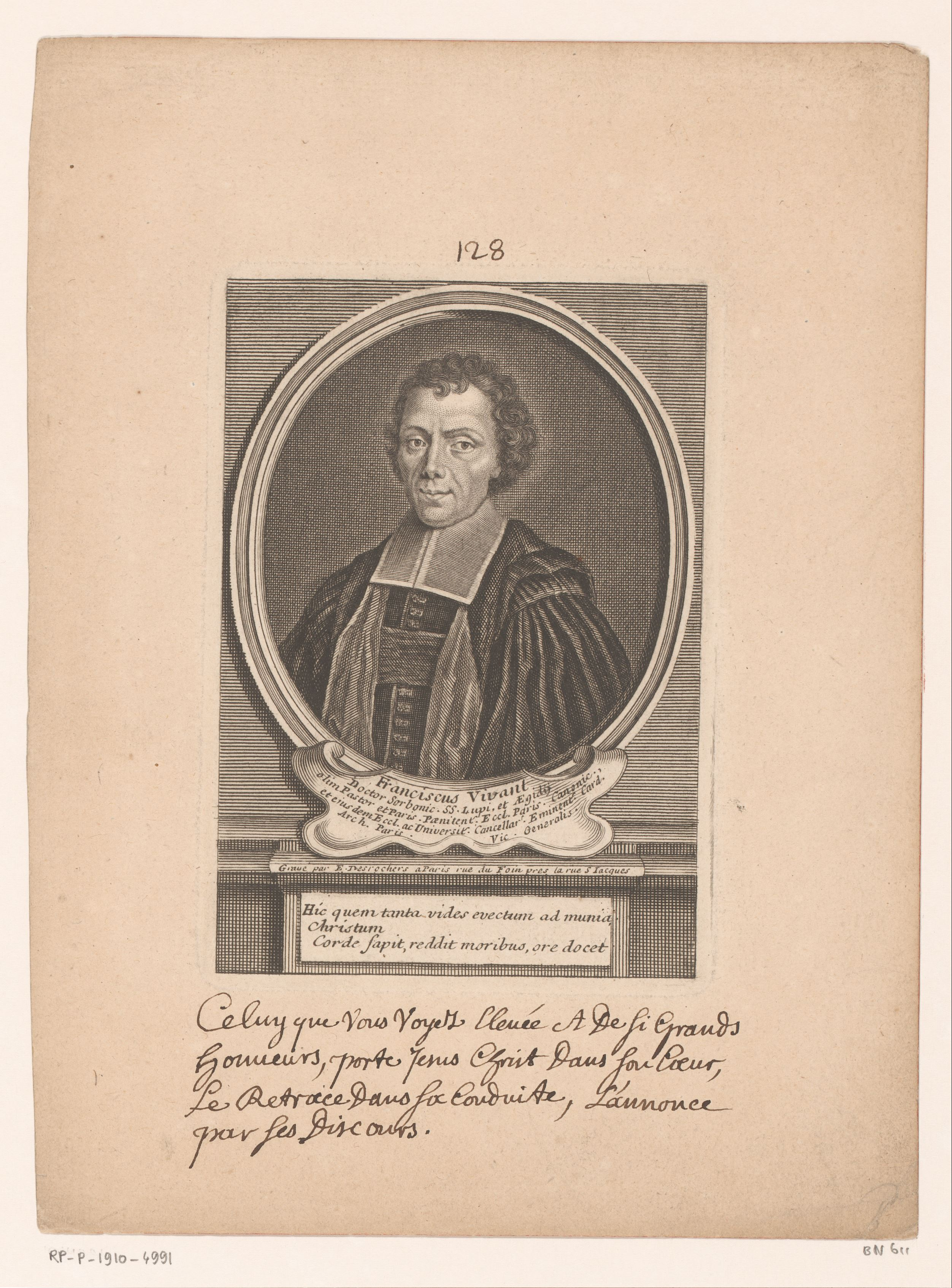
Portrait de François Vivant par Étienne Jehandier Desrochers

Jean Vivant est le fils d'un orfèvre. Il devient prêtre puis est reçu docteur en théologie à la Sorbonne. Son frère puîné, François (1663-1737), est aussi docteur en théologie et chanoine pénitencier de l'église de Paris.
Jean Vivant était un érudit fréquentant la société des savants parmi lesquels Charles Rollin, les bibliothécaires du roi Jean Boivin et Nicolas Clément .
Il est à Rome en 1697. Il y cherche un copiste connaissant la langue grecque pour copier les douze livres de Nicéphore à la demande de l'abbé de Louvois, membre de l'Académie française et bibliothècaire du roi. Il s'y intéresse aussi à des questions théologiques . Au même moment, des ecclésiastiques français accuses le cardinal Celestino Sfondrati de maximes semi-pélagiennes dans son livre intitulé Nodus praedestinationis ex sac. litteris doctrinaque SS. Augustini et Thomae, quantum homini licet, dissolutus publié à Rome en 1697 traitant de du péché originel, de la grâce et de la prédestination. La cour de Rome a refusé de condamner le livre. Jean Vivant s'est montré très modéré sur cette question jugeant qu'elle n'est pas exempte de rivalités personnelles et d'influences jansénistes. Quatre propositions faites dans des livres jansénistes sont condamnées par l'assemblée générale du clergé de France présidée par le cardinal de Noailles, en 1700. Il est alors considéré comme un des meilleurs casuistes de son temps. Il est syndic de la faculté de théologie en 1703 quand s'est rallumée l'affaire du Cas de conscience signé en 1701 par quarante docteurs de Sorbonne. Il a participé aux mesures prises contre les adhérents aux points litigieux.
Il est chanoine de l'Église de Paris quand le cardinal de Noailles le nomme chancelier de son diocèse. En 1728, il montre au cardinal de Noailles qu'il s'est engagé dans un parti janséniste factieux. Il écrit alors au pape Benoît XIII pour se rétracter et se soumettre à la bulle Unigenitus, révoquer son Instruction pastorale. Après cette rétractation, l'abbé Antoine Dorsanne, janséniste, est envoyé en exil. Jean Vivant le remplace comme grand chantre de la cathédrale de Paris. Il est doyen de l'église Saint-Germain l'Auxerrois.
Après la mort du cardinal de Noailles, le cardinal de Rohan, prince-évêque de Strasbourg, le juge digne d'être son suffragant pour remplacer celui qui est mort le 21 juin 1729, Louis Philippe d’Auneau de Visé, évêque titulaire de Fesseë. Après des hésitations, il a accepté. Il est sacré évêque de Paros in partibus infidelium à Strasbourg, le 8 octobre 1730.
Il est mort à Strasbourg le 16 février 1739. Il a dû être inhumé dans le chœur de l'église collégiale Saint-Pierre-le-Jeune où il devait avoir un canonicat. Il a été remplacé comme suffragant par l'évêque Johann Franz Riccilli (Riccius), évêque titulaire de Verinopolis, entre 1739 et 1756. 